# Valea Nucarilor
Valea Nucarilor é uma comuna romena localizada no distrito de Tulcea, na região de Dobruja. A comuna possui uma área de 155.06 km² e sua população era de 3750 habitantes segundo o censo de 2007.